# Claudia Paz y Paz

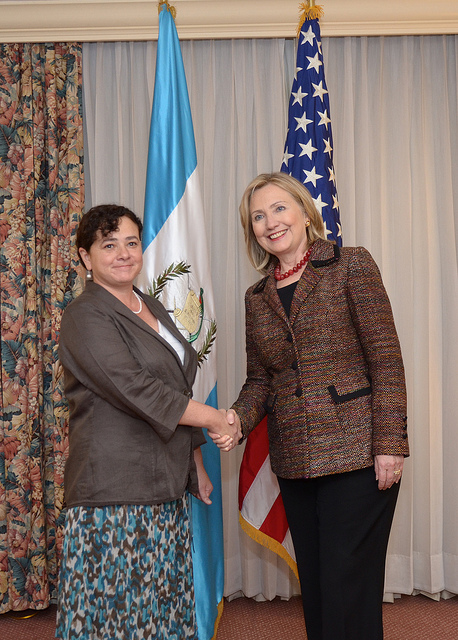
Claudia Paz y Paz (dreta) amb Hillary Clinton.

Claudia Paz y Paz Bailey (nascuda en 1967) és una jurista guatemalenca, antiga Fiscal General de Guatemala. Va assumir el càrrec el 2010 i va ser la primera dona en ocupar el càrrec. Ha estat a l'avantguarda de la lluita per portar a la justícia els responsables dels abusos massius dels drets humans. Experta en dret penal molt respectada i jutgessa amb més de 18 anys d'experiència, ha avançat sense precedents en la persecució del crim organitzat, la corrupció i les violacions dels drets humans. És especialista en dret penal, erudita, jutge i litigant que ha treballat durant més de 18 anys per enfortir el sistema de justícia a Guatemala. Paz y Paz també és receptora del Premi Human Rights Award de Washington Office on Latin America (WOLA) 2014, que destaca a organitzacions o individus que han estat exemplars en la visió de WOLA d'un món on els drets humans i la justícia social són el fonament de la policia pública.

## Carrera
Paz y Paz ha estat lloat pel seu agressiu enjudiciament del crum organitzat a Guatemala, que va comportar una caiguda del 9% en el delicte i posteriorment va rebre nombroses amenaces contra la seva vida. També és coneguda per la seva persecució d'abusos contra els drets humans, incloent-hi casos d'alt perfil com l'ex-president Efraín Ríos Montt i contra els autors de la massacre de Las Dos Erres. En la seva condició de fiscal general, Paz y Paz s'ha guanyat una reputació com la fiscal més apassionada d'Amèrica Central que s'ha vist des de la fi de la guerra a mitjans dels anys noranta. Ella és la primera autoritat guatemalenca a portar davant la justícia destacats abusos dels drets humans de l'era de la guerra civil de Guatemala.
Durant la resta del seu mandat, Claudia ha establert nombrosos registres. Van ser arrestats més narcotraficants en els seus sis primers mesos de mandat que en tota la dècada anterior. Sota el seu lideratge, cinc dels 10 criminals més buscats de Guatemala van ser capturats, i es van resoldre 10 vegades més casos de violència contra dones i homicidi que en qualsevol administració anterior. Claudia Paz y Paz ha estat una salvadora per a Guatemala. Hem vist sentències que pensàvem que mai abans haurien estat possibles al nostre país, va dir Blanca Hernández, advocada dels drets humans, el fill del qual va ser detingut per forces de seguretat i mai vist per la seva família de nou. Ara Rios Montt s'enfronta a càrrecs de genocidi. El seu treball ha estat increïble.
Paz y Paz és actualment membre actiu de la Justice Leadership Initiative.

## Reconeixement internacional

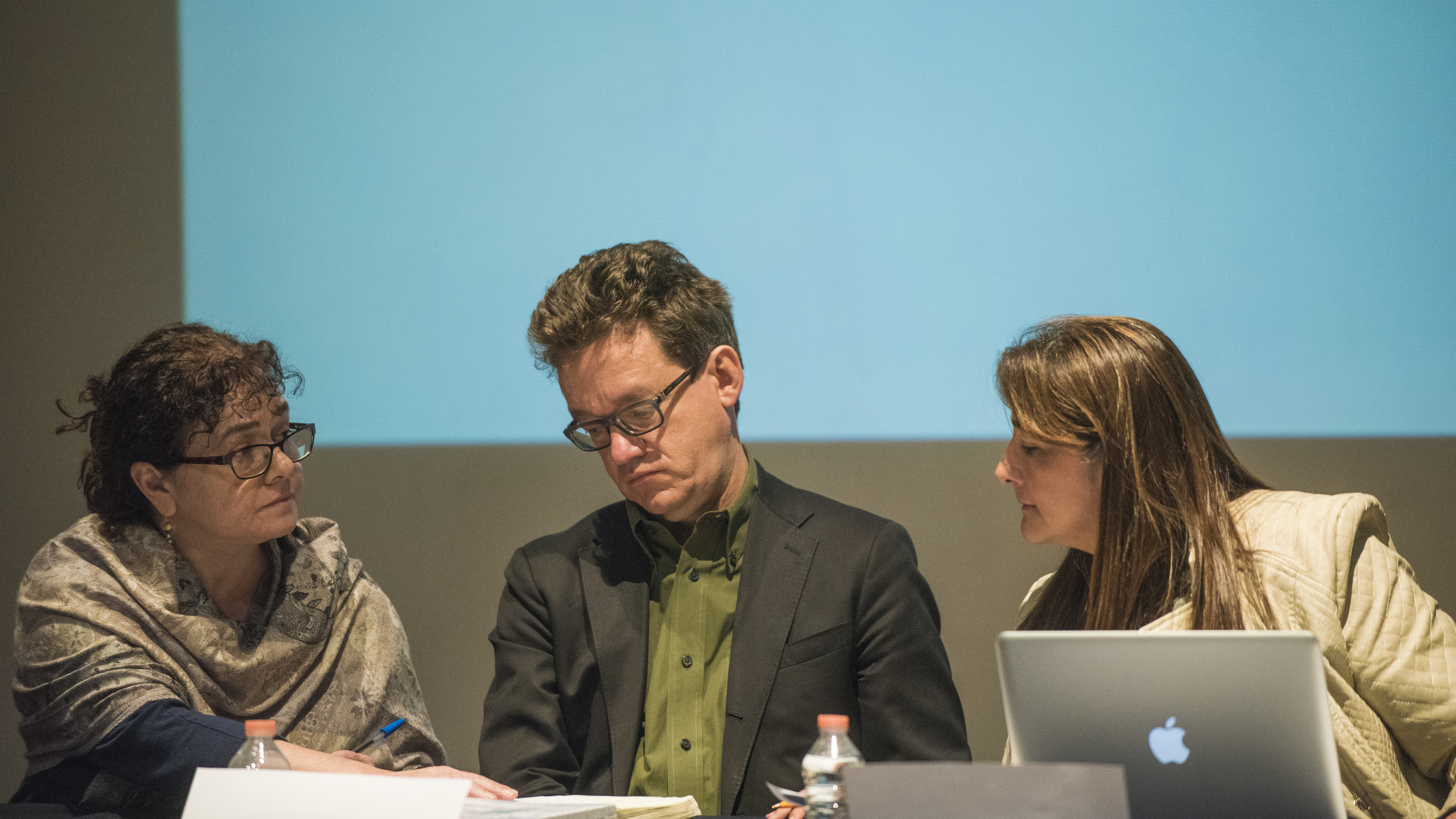
Paz y Paz (esquerra) amb companys del GIEI Alejandro Valencia (centre) i Ángela María Buitrago (dreta)

En 2012 Forbes va nomenar Paz y Paz una de les "cinc dones més poderoses que canvien el món". En 2013 Paz y Paz fou guardonada amb el Premi dels Drets Humans Judith Lee Stronach.
Paz y Paz també fou considerada una seriosa candidata al Premi Nobel de la Pau en 2013. El premi finalment el va obtenir l'Organització per la Prohibició de les Armes Químiques.
El 15 de desembre de 2011, el Grup de Crisi Internacional va celebrar el seu "In Pursuit of Peace" Award Dinner. Claudia Paz i Paz va ser una de les quatre dones que va ser honrada per la Secretària d'Estat dels Estats Units, Hillary Clinton, per la seva dedicació a promoure societats pacífiques, justes i obertes en algunes de les regions més afectades pel conflicte.
El 2012, l'Associació d'Estudis Llatinoamericans, va atorgar a Claudia Paz y Paz la Conferència de Memòria LASA/Oxfam America Martin Diskin, que distingia a persones que combinaven una academicisme rigorós amb un compromís amb l'activisme dels drets humans. En 2015 fou guardonada amb el Premi al Coratge Civil amb la seva compatriota Iris Yassmin Barrios Aguilar.